# Ballauf und Schenk
Die fiktiven Kriminalhauptkommissare Max Ballauf und Alfred („Freddy“) Schenk sind die Hauptfiguren der in Köln spielenden Folgen der ARD-Fernsehreihe Tatort. Seit 1997 werden die für den WDR produzierten Krimis mit dem Ermittlerteam ausgestrahlt. Klaus Behrendt, der die Rolle des Max Ballauf bereits in acht Folgen des Düsseldorfer Tatorts verkörperte, und Dietmar Bär spielen die Hauptrollen.

## Hintergrund
Der WDR produziert derzeit rund drei Kölner Tatorte pro Jahr.
Das Team ist mit seinen 93 Folgen das Ermittlerteam mit den zweitmeisten Folgen im Tatort-Universum. Vor ihnen liegen die seit 1991 ermittelnden Batic und Leitmayr mit derzeit fünf weiteren Folgen (Stand 27. April 2025). Durch seine acht Folgen im Düsseldorfer Team Flemming, Koch und Ballauf kommt Max Ballauf insgesamt auf 101 Folgen (Stand 9. März 2025). Damit ist er der Tatort-Ermittler mit den meisten Folgen, dicht gefolgt von Batic und Leitmayr mit 98 Folgen.
Fast jede Episode endet an einer Imbissbude am östlichen Rheinufer mit dem Blick zum Kölner Dom. Die Bude wird eigens für die Dreharbeiten dort zwischen der Deutzer- und der Severinsbrücke in Köln-Deutz positioniert. Im Juli 2020 wurde bekannt, dass die Wurstbraterei geschlossen wird. Am 25. September 2020 wurde sie in das LVR-Freilichtmuseum in Kommern überführt.
Eine Besonderheit des Kölner Tatortes sind die Koproduktionen des WDR mit dem MDR, von denen bislang vier gemeinsame Folgen ausgestrahlt wurden. 2000 und 2002 wurden die Folgen Quartett in Leipzig und Rückspiel ausgestrahlt, bei denen die Kölner Kommissare gemeinsam mit ihren Leipziger Kollegen Ehrlicher (Peter Sodann) und Kain (Bernd Michael Lade) ermittelten. In den beiden Tatorten Kinderland und Ihr Kinderlein kommet (Erstausstrahlung: 8. und 9. April 2012) ermittelten erneut Leipzig und Köln zusammen. Diesmal trafen Ballauf und Schenk in dem Mordfall einer vermissten jungen Frau aus Leipzig auf Saalfeld und Keppler; bei der Doppelfolge handelte es sich um das erste Crossover innerhalb des Tatort-Universums, das mehr als eine Folge umfasste.
Die Darsteller Klaus J. Behrendt und Dietmar Bär spielten bereits vor ihrer Kommissarslaufbahn in Köln in Schimanski-Tatorten mit: Dietmar Bär 1984 in der 159. Folge Zweierlei Blut und Klaus J. Behrendt 1990 in der 234. Folge Schimanskis Waffe. In der Rolle des Kommissars Ballauf wirkte Klaus J. Behrendt zudem von 1992 bis 1994 in acht Folgen als Assistent von Kommissar Flemming (Martin Lüttge) im Düsseldorfer Tatort mit.

## Figuren aus den Kölner Tatort-Folgen

### Max Ballauf

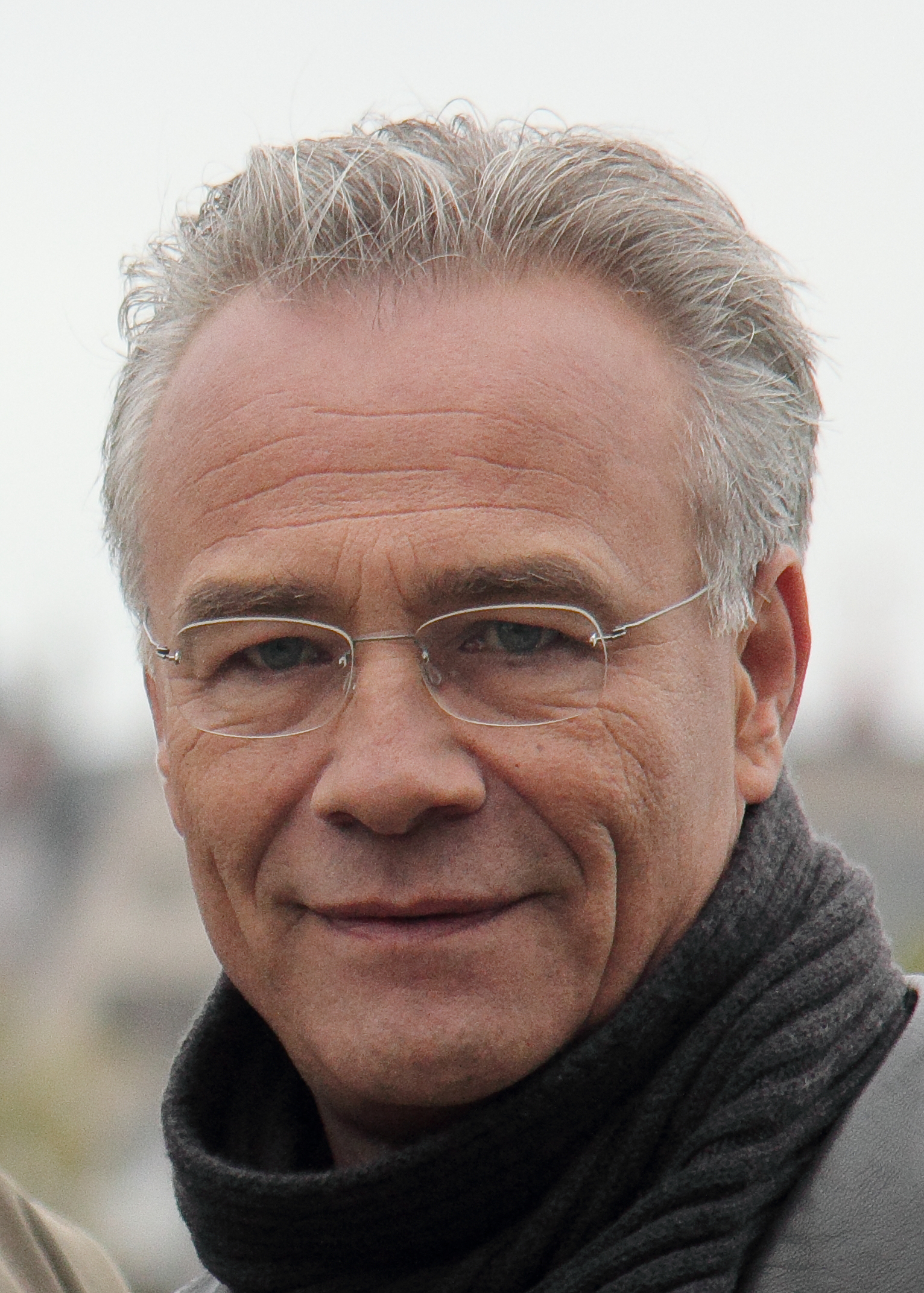
Klaus Behrendt (2011)

Erster Kriminalhauptkommissar Max Ballauf, gespielt von Klaus J. Behrendt, hat als Kriminalhauptmeister zusammen mit Hauptkommissar Bernd Flemming und Kommissarin Miriam Koch bei der Kriminalpolizei Düsseldorf gearbeitet, bevor er nach Kanada auswanderte. Zwei Jahre später absolvierte er in Florida eine vierjährige Spezialausbildung bei der Drogenfahndung. Nachdem in den USA bei einem Einsatz Ballaufs Freundin stirbt und er betrunken am Steuer erwischt worden ist, wird er ausgewiesen. Das BKA versetzt ihn nach Köln, wo er Freddy Schenk die sicher geglaubte Stelle als Leiter der Mordkommission wegschnappt.
Ballauf, der frühere Draufgänger, der keine Schwierigkeiten hatte, Frauen zu erobern, ist, nachdem er das 40. Lebensjahr überschritten hat, nachdenklicher geworden. Feste Beziehungen geht er nicht ein, stellt sich aber öfter die Frage, ob es richtig war, allein zu leben, nachdem ihn seine Frau zusammen mit den zwei kleinen Kindern noch zu Düsseldorfer Zeiten verlassen hatte, kurz bevor er nach Kanada auswanderte. Anfangs fiel es ihm sogar schwer, sich in Köln eine Wohnung zu nehmen, weshalb er lange im Hotel wohnte. In der Folge „Mördergrube“ taucht sein Vater auf, der die Familie verlassen hat, als Ballauf noch ein Kind war; nach mehreren Pleiten ist er Obdachloser und Alkoholiker geworden. Der Vater wird Opfer eines Mordanschlags.

### Alfred („Freddy“) Schenk

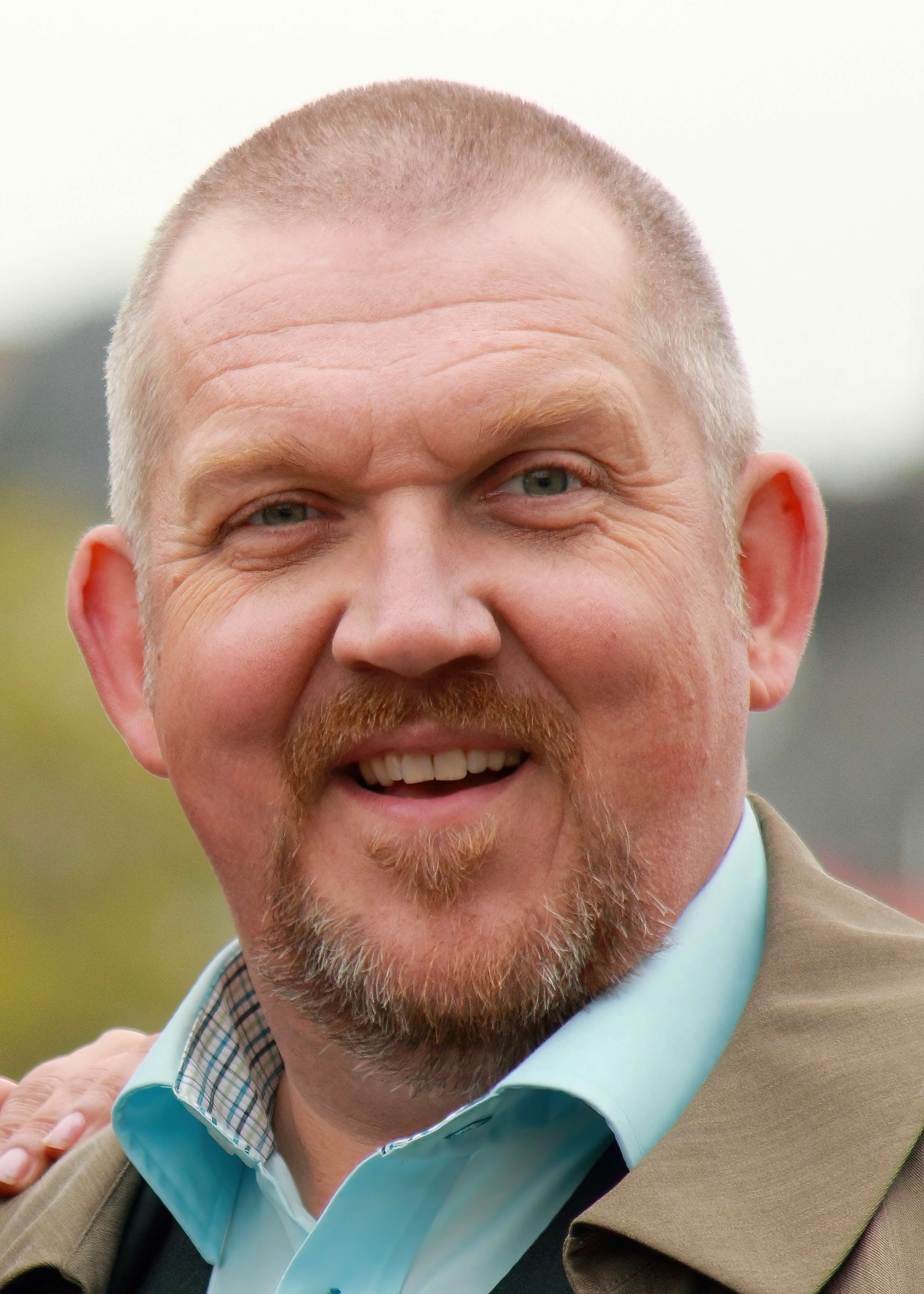
Dietmar Bär (2011)

Alfred – genannt „Freddy“ – Schenk, gespielt von Dietmar Bär, ist Kriminalober-, später -hauptkommissar bei der Mordkommission 3. Er ist ein sehr verlässlicher, aber manchmal etwas cholerischer Arbeitskollege von ausgesprochener Loyalität und allgemeiner Beliebtheit, obwohl er Untergebene oft etwas herablassend behandelt. Computer und EDV stehen bei ihm hoch im Kurs, ebenso wie seine ausgefallenen älteren und häufig amerikanischen Autos, die er sich meistens aus dem Fundus polizeilich beschlagnahmter Fahrzeuge besorgt und im Dienst fährt. Er war etwa ein Jahr lang „heimlicher Chef“ der Abteilung und davon überzeugt, die Stelle des Leiters zu bekommen. Diese wurde jedoch an Ballauf vergeben, was der Grund für eine anfangs schwierige Zusammenarbeit war.
Sich selbst sieht er als „Großstadtcowboy“, was in frühen Folgen durch seine Leidenschaft zu Cowboystiefeln dargestellt wird. Selbst Sohn eines Polizisten, ist er am 25. August 1958 in Dortmund geboren, verheiratet und hat zwei Kinder. Während seine Töchter gelegentlich in einzelnen Folgen auftreten (siehe unten), tritt seine Frau Susanne in den Filmen nicht in Erscheinung. In Gesprächen mit Max ist sie jedoch manchmal Thema, z. B. wenn Freddy den Hochzeitstag vergessen hat.

### Rechtsmediziner Joseph Roth
Joe Bausch spielt seit 1997 die Rolle des Pathologen und Rechtsmediziners Joseph Roth. Bausch arbeitet nicht nur als Schauspieler, sondern ist studierter Mediziner und approbierter Arzt. Im Hauptberuf arbeitete er bis zu seiner Pensionierung im November 2018 als Gefängnisarzt in der JVA in Werl.

### Assistenten von Ballauf und Schenk
- Natalie Förster, Kriminaltechnikerin, seit 2021 (Tinka Fürst)
- Norbert Jütte, Kriminaloberkommissar, seit 2018 (Roland Riebeling)
- Tobias Reisser, 2014 bis 2018 (Patrick Abozen)
- Gabi (Nachname unbekannt), 2014 (Kathrin Angerer)
- Miriam Häslich, 2014 (Lucie Heinze)
- Franziska Lüttgenjohann, 2000 bis 2014 (Tessa Mittelstaedt). Wird am Ende ihres letzten Falls erdrosselt.
- Lissy Pütz, 1997 bis 2000 (Anna Loos)

### Weitere Figuren
- Staatsanwalt Wolfgang von Prinz, 1997 bis 2014 (Christian Tasche)
- Melanie Schenk, Freddys jüngere Tochter (Karoline Schuch) in Bestien, Erfroren, Spätschicht, Verdammt, Schmale Schultern und Familienbande
- Polizeihauptmeister Heinz Obst (Arved Birnbaum), in Drei Affen, Die Frau im Zug, Schützlinge, Schlaf, Kindlein, schlaf und Pechmarie. In seiner letzten Rolle spielt Arved Birnbaum in Der Reiz des Bösen allerdings einen Strafgefangenen
- Polizeipsychologin Dr. Lydia Rosenberg (Juliane Köhler), mit der Ballauf ein Verhältnis hat, in Mit ruhiger Hand, Altes Eisen, Keine Polizei, Wahre Liebe, Narben, Nachbarn, Gefangen, Der Reiz des Bösen, Abbruchkante, Diesmal ist es anders
- Herbert Paul Assenbacher, Leiter der Drogenfahndung (Paul Faßnacht), in Willkommen in Köln und Die Frau im Zug
- Sonja Schenk, Freddys ältere Tochter (Natalie Spinell) in Kinder der Gewalt, Licht und Schatten und Schutzmaßnahmen
- Richard Schenk, Freddys Onkel (Traugott Buhre), in Bildersturm
- Gertrud Schenk, Freddys Großmutter (Ilse Werner), in Bittere Mandeln
- Margot Schenk, Freddys Großmutter (Helga Göring), in Hundeleben

## Fälle
| Fall | Titel                         | Erstausstrahlung | Folge | Drehbuch                                                                | Regie                      | Besonderheiten |
| ---- | ----------------------------- | ---------------- | ----- | ----------------------------------------------------------------------- | -------------------------- | --- |
| 1    | Willkommen in Köln            | 5. Okt. 1997     | 371   | Niki Stein                                                              | Kaspar Heidelbach          | |
| 2    | Bombenstimmung                | 12. Okt. 1997    | 372   | Peter Zingler, nach einer Idee von Michael Fengler und Margot Rothkirch | Kaspar Heidelbach          | |
| 3    | Manila                        | 19. Apr. 1998    | 383   | Niki Stein                                                              | Niki Stein                 | Thema Kinderhandel und Sextourismus; Dreharbeiten auf den Philippinen. Das Schicksal der Straßenkinder in Manila war Anlass zur Gründung des Hilfsvereins „Tatort – Straßen der Welt e. V.“ durch Mitglieder des Tatort-Teams. |
| 4    | Bildersturm                   | 21. Juni 1998    | 388   | Robert Schwentke, Jan Hinter                                            | Niki Stein                 | Nominiert für den Adolf-Grimme-Preis; Goldener Gong an Klaus J. Behrendt, Dietmar Bär und Gunther Witte |
| 5    | Streng geheimer Auftrag       | 11. Okt. 1998    | 398   | Markus Fischer                                                          | Markus Fischer             | |
| 6    | Restrisiko                    | 14. Feb. 1999    | 406   | Peter Zingler                                                           | Claus-Michael Rohne        | |
| 7    | Kinder der Gewalt             | 2. Mai 1999      | 411   | Edgar von Cossart, Ben Verbong                                          | Ben Verbong                | |
| 8    | Licht und Schatten            | 4. Juli 1999     | 416   | Wolfgang Panzer                                                         | Wolfgang Panzer            | |
| 9    | Drei Affen                    | 26. Sep. 1999    | 422   | Robert Schwentke, Jan Hinter                                            | Kaspar Heidelbach          | |
| 10   | Martinsfeuer                  | 5. Dez. 1999     | 429   | Günter Schütter                                                         | Niki Stein                 | |
| 11   | Bittere Mandeln               | 5. März 2000     | 437   | Karl-Heinz Käfer                                                        | Kaspar Heidelbach          | |
| 12   | Trittbrettfahrer              | 16. Juli 2000    | 447   | Markus Fischer                                                          | Markus Fischer             | |
| 13   | Direkt ins Herz               | 6. Aug. 2000     | 449   | Wolfgang Panzer                                                         | Wolfgang Panzer            | Gastauftritt von Flemming. Letzte Folge mit Anna Loos als Lissy Pütz. |
| 14   | Quartett in Leipzig           | 26. Nov. 2000    | 458   | Hans-Werner Honert, Fred Breinersdorfer, Wolfgang Panzer                | Kaspar Heidelbach          | Gastauftritt von Ehrlicher und Kain |
| 15   | Die Frau im Zug               | 17. Dez. 2000    | 460   | Martin Gies                                                             | Axel Götz                  | Erste Folge mit Assistentin Lüttgenjohann. |
| 16   | Mördergrube                   | 25. Feb. 2001    | 463   | Robert Schwentke                                                        | Christiane Balthasar       | |
| 17   | Kindstod                      | 17. Juni 2001    | 472   | Edgar von Cossart                                                       | Claudia Garde              | Deutscher Fernsehpreis 2001 („Beste Schauspielerin Nebenrolle“) an Anna Thalbach; Goldener Gong an die Produzentin Sonja Goslicki.                                                                                             |
| 18   | Bestien                       | 7. Okt. 2001     | 487   | Norbert Ehry                                                            | Kaspar Heidelbach          | |
| 19   | Schützlinge                   | 3. März 2002     | 493   | Sönke Lars Neuwöhner, Sven S. Poser                                     | Martin Eigler              | |
| 20   | Schlaf, Kindlein, schlaf      | 16. Juni 2002    | 502   | Jan Hinter, Stefan Cantz                                                | Peter Fratzscher           | |
| 21   | Verrat                        | 1. Sep. 2002     | 509   | Horst Vocks                                                             | Hans Noever                | |
| 22   | Rückspiel                     | 10. Nov. 2002    | 514   | Wolfgang Panzer                                                         | Kaspar Heidelbach          | Gastauftritt von Ehrlicher und Kain. |
| 23   | Mutterliebe                   | 23. März 2003    | 527   | Züli Aladağ, Feo Aladag                                                 | Züli Aladağ                | |
| 24   | Schattenlos                   | 27. Apr. 2003    | 531   | Thomas Stiller                                                          | Thomas Stiller             | |
| 25   | Das Phantom                   | 9. Juni 2003     | 535   | Norbert Ehry                                                            | Kaspar Heidelbach          | |
| 26   | Bermuda                       | 14. Sep. 2003    | 540   | Scarlett Kleint, Roswitha Seidel                                        | Manfred Stelzer            | |
| 27   | Hundeleben                    | 12. Apr. 2004    | 563   | Nina Hoger                                                              | Manfred Stelzer            | |
| 28   | Odins Rache                   | 11. Juli 2004    | 569   | Hannes Stöhr                                                            | Hannes Stöhr               | Nominiert für den deutschen und europäischen Civis Fernsehpreis 2004. |
| 29   | Verraten und Verkauft         | 19. Sep. 2004    | 573   | Peter Goslicki, Mario Giordano                                          | Peter F. Bringmann         | |
| 30   | Schürfwunden                  | 13. Feb. 2005    | 589   | Niki Stein, Frank Posiadly                                              | Niki Stein                 | |
| 31   | Minenspiel                    | 8. Mai 2005      | 597   | Karl-Heinz Käfer                                                        | Torsten C. Fischer         | Marler Fernsehpreis für Menschenrechte 2007. |
| 32   | Erfroren                      | 21. Aug. 2005    | 605   | Stephan Brüggenthies, Patrick Gurris                                    | Züli Aladağ                | |
| 33   | Blutdiamanten                 | 15. Jan. 2006    | 620   | Sönke Lars Neuwöhner, Sven S. Poser                                     | Martin Eigler              | |
| 34   | Pechmarie                     | 19. März 2006    | 625   | Jan Hinter, Stefan Cantz                                                | Hendrik Handloegten        | |
| 35   | Liebe am Nachmittag           | 5. Nov. 2006     | 645   | Norbert Ehry                                                            | Manuel Flurin Hendry       | |
| 36   | Die Blume des Bösen           | 1. Jan. 2007     | 651   | Thomas Stiller                                                          | Thomas Stiller             | |
| 37   | Nachtgeflüster                | 7. Okt. 2007     | 675   | Jan Hinter, Stefan Cantz                                                | Torsten C. Fischer         | Gastauftritt zum zehnjährigen Jubiläum des Kölner Tatorts von Anna Loos als Lissy Pütz. |
| 38   | Spätschicht                   | 2. Dez. 2007     | 681   | Thorsten Näter                                                          | Thorsten Näter             | |
| 39   | Verdammt                      | 27. Jan. 2008    | 687   | Jürgen Werner                                                           | Maris Pfeiffer             | |
| 40   | Müll                          | 20. Apr. 2008    | 695   | Achim Scholz                                                            | Kaspar Heidelbach          | |
| 41   | Brandmal                      | 19. Okt. 2008    | 708   | Karl-Heinz Käfer                                                        | Maris Pfeiffer             | |
| 42   | Rabenherz                     | 25. Jan. 2009    | 719   | Markus Busch                                                            | Torsten C. Fischer         | |
| 43   | Mit ruhiger Hand              | 23. Aug. 2009    | 739   | Jürgen Werner                                                           | Maris Pfeiffer             | Erste Folge mit Juliane Köhler als Lydia Rosenberg. |
| 44   | Platt gemacht                 | 4. Okt. 2009     | 742   | Jan Hinter, Stefan Cantz                                                | Buddy Giovinazzo           | Gastauftritt von De Höhner |
| 45   | Klassentreffen                | 10. Jan. 2010    | 752   | Jürgen Werner                                                           | Kaspar Heidelbach          | |
| 46   | Kaltes Herz                   | 21. März 2010    | 759   | Peter Dommaschk, Ralf Leuther                                           | Thomas Jauch               | |
| 47   | Schmale Schultern             | 12. Sep. 2010    | 771   | Jürgen Werner, Stephan Wuschansky, Ulrich Brandt                        | Christoph Schnee           | |
| 48   | Familienbande                 | 5. Dez. 2010     | 782   | Peter Goslicki, Hans Werner                                             | Thomas Jauch               | |
| 49   | Unter Druck                   | 9. Jan. 2011     | 787   | Dagmar Gabler                                                           | Herwig Fischer             | |
| 50   | Altes Eisen                   | 4. Sep. 2011     | 808   | Mario Giordano                                                          | Mark Schlichter            | |
| 51   | Auskreuzung                   | 25. Sep. 2011    | 811   | Karl-Heinz Käfer                                                        | Torsten C. Fischer         | |
| 52   | Keine Polizei                 | 8. Jan. 2012     | 823   | Norbert Ehry                                                            | Kaspar Heidelbach          | |
| 53   | Kinderland                    | 8. Apr. 2012     | 834   | Jürgen Werner                                                           | Thomas Jauch               | Gastauftritt von Saalfeld und Keppler. |
| 54   | Ihr Kinderlein kommet         | 9. Apr. 2012     | 835   | Jürgen Werner                                                           | Thomas Jauch               | Gastauftritt von Saalfeld und Keppler. |
| 55   | Fette Hunde                   | 2. Sep. 2012     | 841   | André Georgi                                                            | Andreas Kleinert           | Anna Loos in einer Nebenrolle als Lissy Brandt (ehemals Pütz). |
| 56   | Scheinwelten                  | 1. Jan. 2013     | 857   | Johannes Rotter                                                         | Andreas Herzog             | |
| 57   | Trautes Heim                  | 21. Apr. 2013    | 871   | Frank Koopmann, Roland Heep, Benjamin Hessler                           | Christoph Schnee           | |
| 58   | Franziska                     | 5. Jan. 2014     | 895   | Jürgen Werner                                                           | Dror Zahavi                | Letzte Folge mit Franziska Lüttgenjohann, aus Jugendschutzgründen erst ab 22:00 Uhr gesendet. |
| 59   | Der Fall Reinhardt            | 23. März 2014    | 905   | Dagmar Gabler                                                           | Torsten C. Fischer         | |
| 60   | Ohnmacht                      | 11. Mai 2014     | 911   | Andreas Knaup                                                           | Thomas Jauch               | Einzige Folge mit der Assistentin/IT-Spezialistin Miriam Häslich (Lucie Heinze), |
| 61   | Wahre Liebe                   | 28. Sep. 2014    | 918   | Maxim Leo                                                               | André Erkau                | Letzte Folge mit Christian Tasche, der während der Dreharbeiten verstarb. |
| 62   | Freddy tanzt                  | 1. Feb. 2015     | 934   | Jürgen Werner                                                           | Andreas Kleinert           | |
| 63   | Dicker als Wasser             | 19. Apr. 2015    | 944   | Norbert Ehry                                                            | Kaspar Heidelbach          | |
| 64   | Benutzt                       | 26. Dez. 2015    | 967   | Jens Maria Merz                                                         | Dagmar Seume               | |
| 65   | Kartenhaus                    | 28. Feb. 2016    | 977   | Jürgen Werner                                                           | Sebastian Ko               | |
| 66   | Narben                        | 1. Mai 2016      | 985   | Rainer Butt                                                             | Torsten C. Fischer         | |
| 67   | Durchgedreht                  | 21. Aug. 2016    | 990   | Norbert Ehry                                                            | Dagmar Seume               | |
| 68   | Wacht am Rhein                | 15. Jan. 2017    | 1007  | Jürgen Werner                                                           | Sebastian Ko               | |
| 69   | Tanzmariechen                 | 19. Feb. 2017    | 1011  | Jürgen Werner                                                           | Thomas Jauch               | |
| 70   | Nachbarn                      | 26. März 2017    | 1016  | Christoph Wortberg                                                      | Torsten C. Fischer         | |
| 71   | Bausünden                     | 21. Jan. 2018    | 1044  | Uwe Erichsen, Wolfgang Wysocki                                          | Kaspar Heidelbach          | Letzte Folge mit Patrick Abozen |
| 72   | Mitgehangen                   | 18. März 2018    | 1052  | Johannes Rotter                                                         | Sebastian Ko               | |
| 73   | Familien                      | 6. Mai 2018      | 1057  | Christoph Wortberg                                                      | Christine Hartmann         | |
| 74   | Weiter, immer weiter          | 6. Jan. 2019     | 1079  | Jan Martin Scharf. Arne Nolting                                         | Sebastian Ko               | |
| 75   | Bombengeschäft                | 31. März 2019    | 1089  | Thomas Stiller                                                          | Thomas Stiller             | |
| 76   | Kaputt                        | 10. Juni 2019    | 1098  | Rainer Butt und Christine Hartmann                                      | Christine Hartmann         | |
| 77   | Kein Mitleid, keine Gnade     | 12. Jan. 2020    | 1117  | Johannes Rotter                                                         | Felix Herzogenrath         | |
| 78   | Niemals ohne mich             | 22. März 2020    | 1125  | Jürgen Werner                                                           | Nina Wolfrum               | |
| 79   | Gefangen                      | 17. Mai 2020     | 1132  | Christoph Wortberg                                                      | Isa Prahl                  | |
| 80   | Der Tod der Anderen           | 10. Jan. 2021    | 1152  | Wolfgang Stauch                                                         | Torsten C. Fischer         | |
| 81   | Wie alle anderen auch         | 21. März 2021    | 1160  | Jürgen Werner                                                           | Nina Wolfrum               | |
| 82   | Der Reiz des Bösen            | 19. Sep. 2021    | 1172  | Arne Nolting und Jan Martin Scharf                                      | Jan Martin Scharf          | |
| 83   | Vier Jahre                    | 6. Feb. 2022     | 1188  | Wolfgang Stauch                                                         | Torsten C. Fischer         | |
| 84   | Hubertys Rache                | 27. März 2022    | 1195  | Eva und Volker A. Zahn                                                  | Marcus Weiler              | |
| 85   | Spur des Blutes               | 23. Okt. 2022    | 1214  | Arne Nolting, Jan Martin Scharf                                         | Tini Tüllmann              | |
| 86   | Schutzmaßnahmen               | 1. Jan. 2023     | 1220  | Paul Salisbury                                                          | Nina Vukovic               | |
| 87   | Abbruchkante                  | 26. März 2023    | 1229  | Eva und Volker A. Zahn                                                  | Torsten C. Fischer         | |
| 88   | Des anderen Last              | 3. Dez. 2023     | 1252  | Paul Salisbury                                                          | Nina Wolfrum               | |
| 89   | Pyramide                      | 14. Jan. 2024    | 1257  | Arne Nolting, Jan Martin                                                | Charlotte Ann-Marie Rolfes | |
| 90   | Diesmal ist es anders         | 28. Apr. 2024    | 1269  | Wolfgang Stauch                                                         | Torsten C. Fischer         | |
| 91   | Siebte Etage                  | 24. Nov. 2024    | 1281  | Eva und Volker A. Zahn                                                  | Hüseyin Tabak              | |
| 92   | Restschuld                    | 5. Jan. 2025     | 1288  | Karlotta Ehrenberg                                                      | Claudia Garde              | |
| 93   | Colonius                      | 9. März 2025     | 1295  | Eva und Volker A. Zahn                                                  | Charlotte Rolfes           | |
| 94   | Die Schöpfung                 |                  |       |                                                                         |                            | |
| 95   | Alles Anders                  |                  |       |                                                                         |                            | |
| 96   | Die letzten Menschen von Köln |                  |       | Eva und Volker A. Zahn                                                  |                            | |

Daneben sind Ballauf, Schenk und Dr. Roth als Gäste im Münsteraner Tatort Der doppelte Lott zu sehen.